# 塞尔维亚专制国

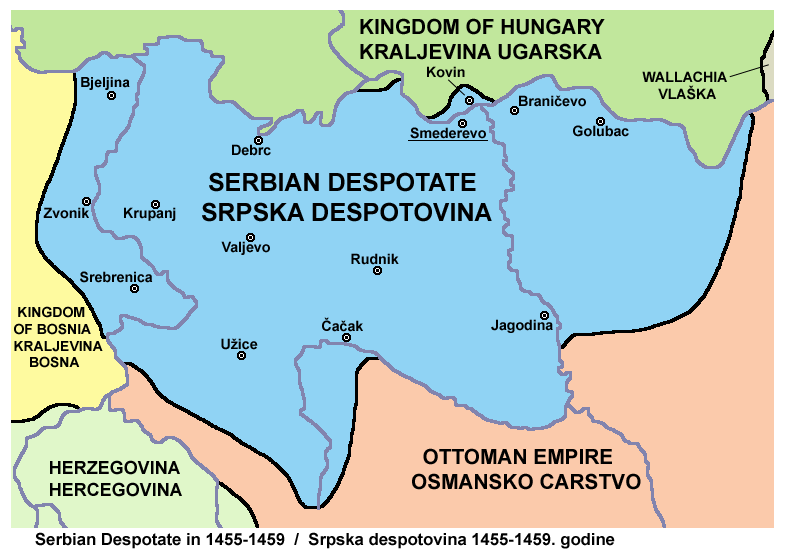

塞尔维亚专制国是最后一个被奥斯曼帝国征服的塞尔维亚人国家之一。雖然在1389年科索沃战役后，塞尔维亚帝国灭亡，塞尔维亚专制国作为其继承者又存在了70多年，其中經歷了15世紀首半葉的政治和文化复兴。1459年，塞尔维亚专制国被奥斯曼帝国征服。儘管如此，王國政府仍流亡至匈牙利王國直至16世紀中葉。